# El síndrome del paraíso (Star Trek: La serie original)
El síndrome del paraíso es el tercer episodio de la tercera temporada de Star Trek: La serie original, y fue transmitido el 4 de octubre de 1968. Es el episodio número 58 en ser transmitido y el número 58 en ser producido, fue escrito por Margaret Armen y dirigido por Jud Taylor.
En la versión Bluray el título de este episodio en el audio en español es dado como Síndrome del paraíso.
Resumen: Un dispositivo extraterrestre en un primitivo planeta borra la memoria del capitán Kirk, y él comienza una nueva vida junto con los habitantes indígenas de ese planeta.

## Trama
En la fecha estelar 4842.6, la nave estelar USS Enterprise arriba a un planeta del tipo terrestre con la misión de desviar un asteroide que se encuentra en ruta de colisión con dicho planeta. Con poco tiempo antes de interceptar al asteroide, el capitán Kirk se teletransporta a la superficie del planeta junto con su primer oficial Spock y el jefe médico el doctor McCoy, para realizar una corta investigación de media hora. Se encuentran con un mundo sin contaminación, natural, repleto de espesos bosques y un brillante lago azul.
La partida de desembarco encuentra un antiguo obelisco de origen desconocido. La estructura está compuesta por un misterioso metal que resiste las exámenes por los sensores y que está cubierto con extrañas escrituras. Ellos también descubren a un grupo de primitivos humanoides que viven cerca y cuya apariencia y costumbres se parecen mucho a las de los nativos de Norteamérica; y como Spock dice más específicamente a una mezcla de las tribus de Mohegan, Navajo y Delaware. 
La partida regresa al obelisco, estando Kirk parado en la plataforma que sostiene el obelisco, abre su comunicador para enviar las noticias de sus hallazgos. Cuando dice Kirk al Enterprise, se activa una puerta oculta en la base de la estructura y él cae al interior. La extraña maquinaria que se encuentra en su interior lo aturde con un rayo de energía y lo deja inconsciente. Al mismo tiempo la puerta se cierra rápidamente y lo deja atrapado en el interior de la estructura, haciendo que Spock y McCoy sean incapaces de encontrarlo. Con demasiado poco tiempo para realizar una búsqueda más exhaustiva, los dos regresan a la nave y abandonan la órbita para intentar interceptar al asteroide y desviarlo de su curso para evitar la destrucción del planeta.
Mientras tanto, Kirk se recupera sufriendo de una amnesia provocada por el rayo y sin poder recordar nada acerca de quién es o cómo funciona su equipo. Logra salir del interior del obelisco y es descubierto por un grupo de mujeres nativas quienes están dejando ofrendas en el templo. Entre ellas se encuentra Miramanee, la hija del jefe y la sacerdotisa de la tribu. Confunden a Kirk con un dios y lo llevan a su villa, pero los ancianos de la tribu dudan de la divinidad de Kirk y piden una prueba.
En ese momento, traen a un niño a la villa que se cayó al lago y no está respirando. Salish, el hombre medicina de la villa, lo declara muerto, pero Kirk se apresura a ayudarlo y recuerda su entrenamiento de primeros auxilios y procede a realizar una resucitación boca a boca, reviviendo al niño. Los ancianos lo miran con sorpresa y creen que Kirk ha realizado una resurrección lo que prueba que es un dios. Los ancianos obligan a Salish a renunciar a su posición como sanador, y él furioso entrega sus emblemas. Los ancianos le preguntan el nombre a Kirk, él trata de recordar, pero no puede y pronuncia algo parecido y dice Kirok. Estos aceptan lo dicho como su nombre y lo convierten en el nuevo hombre medicina, mientras Salish furioso se aleja.
De regreso en el espacio, Spock ordena que el Enterprise se dirija hacia el punto de intercepción con el asteroide a una muy alta y peligrosa velocidad warp. Al llegar al lugar, intentan empujarlo usando los rayos tractores con los motores warp pero no tienen éxito. A continuación Spock ordena atacar al asteroide con una serie de disparos con los fáseres de la nave pero solo logran arrancar pedazos aislados. En un acto final de desesperación, Spock ordena un completo bombardeo con todos los fáseres de la nave, pero la resultante demanda de energía daña al motor warp y el asteroide permanece en su letal curso.
Scott informa que no puede reparar el motor warp sin llevar a la nave a una base estelar. Habiendo fallado en detener al asteroide, Spock comienza a culparse a sí mismo. Ordena al Enterprise regresar al planeta usando su potencia auxiliar de impulso, lo que hará que se demoren dos meses en regresar al planeta con el asteroide a cuatro horas detrás de ellos.
De regreso al planeta, la furia de Salish contra Kirk aumenta. La tradición obliga que el hombre medicina y la sacerdotisa de la tribu sean siempre esposos. Ahora que Kirk es el hombre medicina, Miramanee debe casarse con él. Claramente ella es atraída por Kirk más allá de la obligación tradicional y Salish está descontento por eso y discute violentamente con ella. Kirk acepta la oferta de Miramanee para establecerse con él, y le pide que escoja el día de su boda. Ella escoge el siguiente día. No recordando la inminente condena del asteroide, Kirk acepta.
En el camino a su boda Kirk es atacado por Salish con un cuchillo y logra herirlo en una mano. Salish se regocija por eso ¡He aquí un dios que sangra!, y lo denuncia al resto de la tribu. Sin embargo, la tribu aún cree que Kirk es una deidad. Tiempo después de la boda, Miramanee le revela que ella está embarazada. Kirk le dice que está muy feliz, pero que es incapaz de dejar de soñar acerca de la extraña canoa que se mueve a través del cielo. Él siente que es allí adonde él realmente pertenece. 
Mientras, durante el periodo de dos meses que les toma regresar al planeta, Spock trabaja en la traducción de los símbolos del obelisco. Cree que el obelisco fue colocado en el planeta como un deflector de asteroides construido por los antiguos Preservadores que se cree sembraron la galaxia con humanos, particularmente aquellos grupos que estaban en peligro de extinción unos miles de años atrás. El deflector de asteroides fue diseñado para protegerlos en un sistema estelar de alto riesgo. Spock concluye que el dispositivo cesó de trabajar correctamente. También determina que la única esperanza de salvar al planeta está en lograr activar este deflector. Finalmente, Spock logra determinar que los símbolos no son palabras sino que son notas musicales, un posible código de activación de alguna clase.
A medida que el asteroide se aproxima, el cielo del planeta comienza a oscurecerse y el clima comienza a empeorar, apareciendo increíblemente fuertes vientos. Los ancianos le dicen a Kirk que debe ir al templo y detener la tormenta antes de que el suelo comience a temblar. Kirk logra llegar al obelisco, pero no recuerda cómo entrar. Golpea con sus puños las paredes del obelisco gritando, ¡Soy Kirok! ¡He venido! ¡Soy Kirok!, pero nada sucede.
Salish observa el fracaso de Kirk y pone a la tribu en contra de él. Con su aliento comienzan a lanzarle piedras. Manteniendo su fe en Kirk, Miramanee intenta protegerlo con su cuerpo, pero es herida mortalmente. Sólo entonces, Spock, McCoy y la enfermera Chapel se teletransportan al obelisco, lo que atemoriza a los nativos y huyen. McCoy se apresura en tratar las heridas de Kirk y descubre que no recuerda quienes son ellos. Spock usa una fusión mental vulcana para restaurar la memoria de Kirk mientras McCoy atiende a Miramanee.
Kirk recupera la memoria y abre su comunicador para contactar al Enterprise y dice Kirk al Enterprise. Esta acción repite las condiciones que ocasionaron la apertura del obelisco la primera vez. Spock ingresa en el interior del obelisco y repara el rayo deflector. El dispositivo dirige el rayo al asteroide y logra desviarlo exitosamente lejos del planeta a tan sólo minutos de que se estrelle contra éste. La tormenta desaparece rápidamente, más tarde en la tienda donde Kirk y Miramanee vivían, McCoy le dice a Kirk que ella sufrió graves heridas internas y que no sobrevivirá. Momentos más tarde, Miramanee muere en los brazos de Kirk.

## Críticas
De acuerdo al profesor asistente de la UCLA y autor Daniel Leonard Bernardi en su libro Star Trek and History: Race-ing Toward a White Future (en castellano: "Avanzando hacia un futuro blanco"): “The Paradise Syndrome” estereotipa a los nativos americanos como nobles salvajes y a los blancos como “normales” e incluso divinos […] Miramanee no puede sacarle la camisa a Kirk ya que no hay lazos que pueda desatar. Ella es mostrada como simple y de mente no tan brillante. Este no es el caso de Kirk. Momentos antes, él ha logrado construir una lámpara a partir de un viejo pedazo de alfarería y salva un niño usando reanimación cardiopulmonar. A pesar de su amnesia, se le muestra como naturalmente superior […] Cuando los indios se dan cuenta de que Kirk no es un dios, apedrean tanto a Kirk como a Miramanee (son los indios quienes son violentos en esta versión del estereotipo del noble salvaje). Spock y McCoy intervienen finalmente, pero sólo Kirk sobrevive. En esta versión de una narración estándar blanco/rojo, la mujer nativa muere, así que Kirk, el héroe blanco masculino, no se ve como no heroico e inmortal, abandonándola a ella y a su hijo nonato.

## Remasterización del aniversario de los 40 años
Este episodio fue remasterizado en 2006 y fue transmitido por primera vez el 24 de febrero de 2007 como parte de la remasterización por el aniversario de los 40 años de la serie original. Fue precedido una semana antes por el episodio La época de Amok y seguido dos semanas más tarde por El lobo en el redil. Además del audio y video remasterizado, y todas las animaciones de la USS Enterprise realizadas por CGI que es el estándar de todas las revisiones, los cambios específicos para este episodio son:
- El planeta recibió un retoque y una apariencia más real.
- Los rayos de energía que se estrellan con Kirk fueron revisados y animados con arcos de relámpagos.
- El rayo amarillo usado para desviar al asteroide (que aparecía más real) por parte del Enterprise y el intento de destrucción con los fáseres fueron retocados.
- Los cortes de la primera sindicación en la versión remasterizada eliminan completamente la subtrama del embarazo de Miramanee. Ahora la subtrama se muestra en la sindicación. Las escenas también están presentes en el DVD publicado.
- El rayo deflector producido por el obelisco fue alterado, se le agregó una luz reflectante (cuando se transmitió el rayo azul fue erróneamente cambiado a rojo, pero esto fue corregido cuando se publicó en DVD). En la sindicación actual, se mantiene el rayo de color azul.

## Comentarios sobre el episodio
- Los gritos de ¡Kirok! hechos por los ancianos se convirtieron en un chiste recurrente en los comentarios durante las películas mostradas en el Mystery Science Theater 3000.
- El obelisco y los 'Preservadores' presentados en este episodio se convertirían más tarde en puntos claves de la trama en la serie de novelas del Universo de Shatner en Star Trek, escritas por William Shatner junto con Judith and Garfield Reeves-Stevens.

## Nota
- Esta obra contiene una traducción  derivada de «The Paradise Syndrome» de Wikipedia en inglés, concretamente de esta versión, publicada por sus editores bajo la Licencia de documentación libre de GNU y la Licencia Creative Commons Atribución-CompartirIgual 4.0 Internacional.